# مرآة العارفين الدولية
مرآة العارفين الدولية هي مجلة بحثية شهرية باللغة الأردية. الزجاج في الأردية يسمى مرآة،  بينما العارفين هي جمع العارف والمراد العارف عارف الله. الغرض من تسميتها «مرآة العارفين» نشر هذه المجلة على صلة بسلطان العارفين. ويجب أن تعرض تعاليم الصوفيين في هذه المجلة (مرآة العارفين).

## تاريخ المجلة
تم إ جراء مرآة العارفين الدولية من منصة منظمة العارفين الدولية تحريك الحزب الإصلاحي  حضرت سخي سلطان باهو رحمه الله. البداية المنتظمة هذه المجلة بأمر وتوجيه مؤسس حزب الإصلاحي سلطان الفقر السادس حضرت سخي سلطان محمد أصغر علي صاحب رحمه الله في أبريل 2000ء. ينشر بانتظام مرآة العارفين منذ 21 عامًا بدون انقطاع، ويحاصل على أهدافها الأكاديمية العالية ومعاييرها البحثية.
يؤدي واجبات رئيس تحرير المجلة رئيس المعهد المسلم والأمين العام لجماعة الإصلاحي والمنظمة العارفين الدولية صاحب زادة سلطان أحمد علي صاحب مهارات القيادية بأفضل ما لديه. فيما كان للغاية يقوم بواجبات المحرر الشخصية السياسية والأدبية العظيمة  طارق إسماعيل ساغر بطريقة جيدة.

## أهداف ومقاصد مجلة مرآة العارفين
أحد من الأهداف الرئيسية مرآة العارفين هي تعزيز وحدة الأمة. تقدم هذه المجلة البحثية دليلاً عمليًا على فلسفة إقبال الفكرية، «اخرج من زاوية وأعمل عمل الحسين ابن علي رضي الله عنه». بالإختصار! هذه مجلة مرآة العارفين البحثية ينشربنسبة سلطان العارفين حضرت سلطان باهو رحمه الله وهي عكس فلسفة الوحدانية كمصلح إصلاح الإنسانية يسعى إلى وحدة أمة محمد صلى الله عليه وسلم  ويدعو إلى الاستقرار في ظل  نظريه باكستان. هذه المجلة هي المترجم الوحيد للصوفية والأدب والمجتمع والأفق الوطني والوضع العالمي والاقتصاد في ضوء نظرية باكستان.

## نظرة شاملة المقالات المنشورة في مجلة مرآة العارفين الشهرية
تتضمن المجلة الشهرية مقالات حول مجموعة واسعة من الموضوعات الدينية والوطنية والسياسية، بالإضافة إلى أوراق بحثية حول القضايا الوطنية والدولية والتحديات التي تواجه العالم الإسلامي.
تنشر معظم المقالات حول المواضيع التالية تحت عناوين مختلفة في مجلة مرآة العارفين الشهرية، وتفاصيلها كالتالي:

### مضامين الإسلامية
تحتوي المقالات الإسلامية المنشورة في مجلة «مرآة العارفين» على دعوة الإسلام الحقيقية. وكشفت نقاط كثيرة يتجاهلها الناس عادة. وفي المجلة خصوصا، حل المشكلات الاجتماعية مقدم من القرآن والسنة، بالإضافة إلى مقالات مبنية على تعاليم الصوفيين وتعاليم السلام والمحبة.

### باهو شناسي
منذ نشر هذه المجلة فيما يتعلق حضرت سلطان العارفين، هناك قسم عن باهو شناسي يتم فيه تضمين أعمال سلطان العارفين على أقساط. بالإضافة إلى ذلك، تم شرح ابيات البنجابية لحضرت السلطان العارفين بطريقة بسيطة ومفهومة. بالإضافة إلى ذلك، فإن ابياته البنجابية مقدمة في ضوء القرآن والحديث وايضا، يتم تضمين المقالات العلمية والبحثية حول حياته وتعاليمه.

### الوطنية والدولية
تتضمن النشرة المجلة مقالات حول القضايا الوطنية والإقليمية والدولية. ينفذ  معهد البحثي المعهد المسلم، العديد من البرامج الدولية والمحلية حول القضايا التي تواجه الإنسانية بشكل عام وخاصة لتعزيز وحدة الأمة واستقرار باكستان. حيث لا يناقش الباحثون من جميع أنحاء العالم هذه القضايا فحسب، بل يقدمون أيضًا اقتراحات محتملة لحل هذه القضايا ويتم نشر تقارير مفصلة عن هذه البرامج في مجلة مرآة العارفين الشهرية حتى يستفيد منها أكثر من الناس.

### دعوة عامة
تجري الجولة الوطنية السنوية لميلاد المصطفى في مناطق مختلفة من باكستان تحت قيادة جانشين سلطان الفقر حضرت سخي سلطان محمد علي صاحب، تحت جماعة الإصلاح ومنظمة العارفين الدولية. تنشر خطب على مواضيع المختلفة بعد التحرير للأمين العام المركزي صاحب زادة سلطان أحمد علي صاحب.

## أعداد خاصة مجلة مرآة العارفين الشهرية
تنشر مجلة «مرآة العارفين» الشهرية أعداداً خاصة حول مواضيع مختلفة  والتي يتم تقديمها في سياق الاحتياجات والاهتمامات المعاصرة - بما في ذلك القضايا التاريخية للأمة الإسلامية مثل كشمير وفلسطين. بالإضافة إلى ذلك، تم نشر أعداد خاصة في سياق الأحداث والسياق التاريخي.بما في ذلك القضايا على أساس القضايا الوطنية. في هذا العدد الخاص، نطلع الجمهور على آراء الخبراء للباحثين من مختلف الجامعات.

## دائرة القراء
لقد مرت واحد وعشرون عامًا منذ أبريل 2000 ، وهي اليوم في الواقع تُنشر هذه المجلة على نطاق واسع في الصحافة الدينية والوطنية - حيث يتم نشر أكثر من مليون نسخة كل شهر، وذلك بفضل عمل المنظمة الجاد والمثابرة الدليل يتحدث عن نفسه.يتواجد مراسلو المجلة الشهرية في جميع مناطق باكستان تقريبًا والذين لا يتواصلون مع الناس في المجلة المذكور فحسب، بل يتواصلون أيضًا مع جميع الدوائر الأكاديمية، وجميع الجامعات الكبيرة والصغيرة، والمؤسسات التعليمية والمكتبات في باكستان. باستثناء باكستان، هناك مراسلون المجلة في 10 دول أجنبية. لا تقدم مجلة مرآة العارفين الشهرية لقرائها فقط المواقف الإيجابية بل إنه يفسح المجال للتفكير فيما وراء التحيزات المهنية والطائفية.

## روابط خارجية
https://www.mirrat.com/